# Katarzyna Dutkiewicz

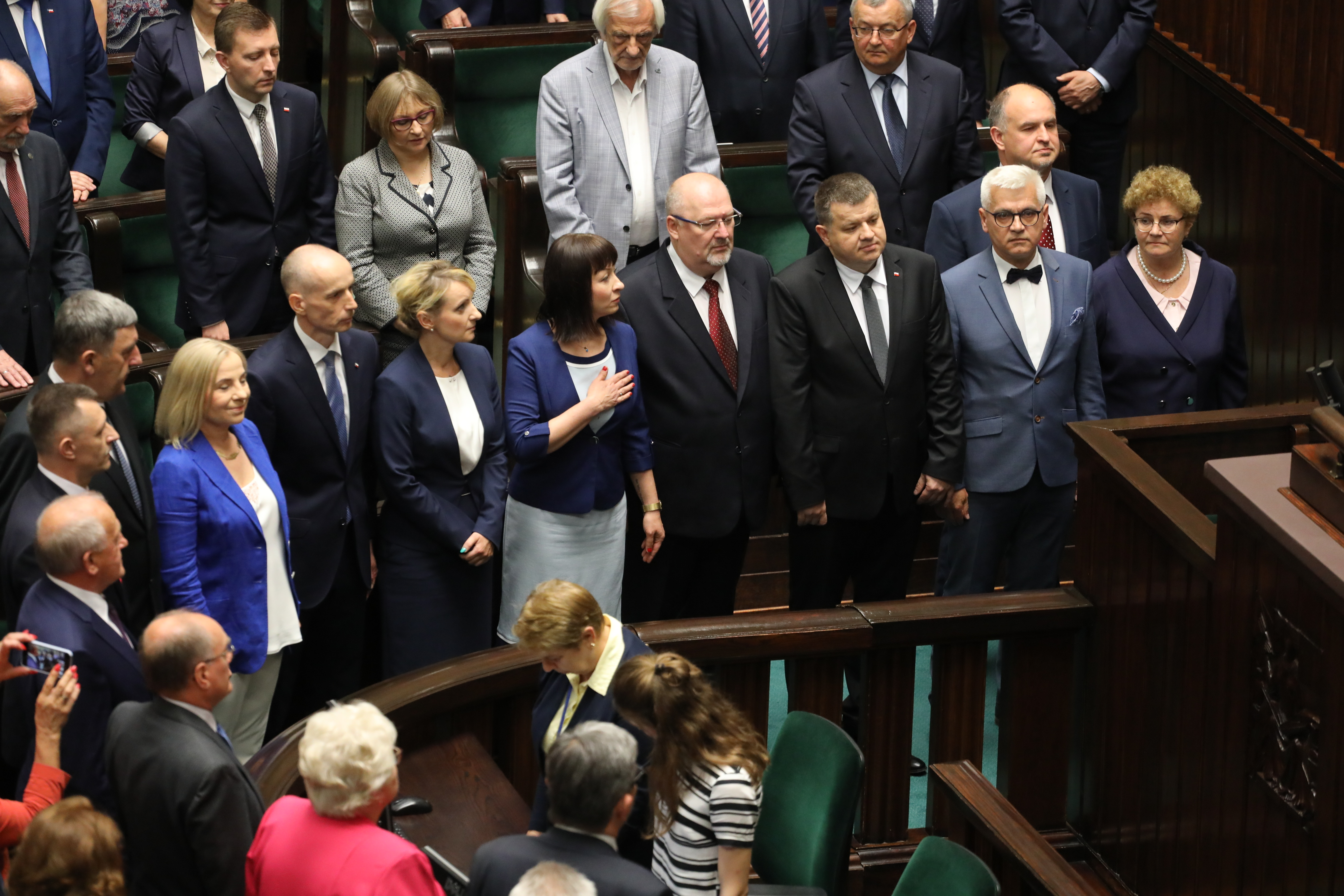
Katarzyna Dutkiewicz (w pierwszym rzędzie, piąta od prawej)

Katarzyna Maria Dutkiewicz z domu Dąbkowska (ur. 14 listopada 1973 w Raciborzu) – polska samorządowiec, dziennikarka i polityk, posłanka na Sejm VIII kadencji (2019).

## Życiorys
Ukończyła studia socjologiczne: w zakresie kierowania i przywództwa w jednostkach administracji publicznej w Państwowej Wyższej Szkole Zawodowej w Raciborzu (licencjat w 2006) oraz z komunikacji społecznej na Uniwersytecie Śląskim (magisterium w 2008). Pracowała jako dziennikarka, wydawca i prezenter w Raciborskiej Telewizji Kablowej. Była również asystentką oraz dyrektorką biura posła i europosła Bolesława Piechy. W 2003 współtworzyła lokalne stowarzyszenie „Tęcza”, zajmujące się pomocą bezdomnym. Była jego sekretarzem, później objęła funkcję prezesa.
Związała się politycznie z Prawem i Sprawiedliwością, pełniła funkcję członka zarządu i skarbnika okręgu. W 2005 i 2007 bezskutecznie ubiegała się o mandat poselski. W 2006 uzyskała mandat w radzie miejskiej Raciborza (w 2010 nie wybrano jej ponownie), zaś w 2014 i 2018 była wybierana do rady powiatu raciborskiego. W drugim gremium była m.in. przewodniczącą komisji zdrowia oraz komisji rewizyjnej, a także przewodniczącą klubu radnych PiS.
W 2015 bez powodzenia kandydowała do Sejmu w okręgu rybnickim, otrzymując 4782 głosy i zajmując szóste miejsce wśród kandydatów PiS (partii przypadło w tym okręgu 5 miejsc w Sejmie). W 2019 uzyskała możliwość objęcia mandatu posła w miejsce wybranej do Europarlamentu Izabeli Kloc, na co wyraziła zgodę. Złożyła ślubowanie 12 czerwca 2019. W wyborach w tym samym roku nie uzyskała poselskiej reelekcji. W 2024 ponownie wybrana na radną Raciborza.

## Życie prywatne
Zamężna z Janem, ma córkę. W 2018, za zasługi w działalności na rzecz społeczności lokalnej, została odznaczona Brązowym Krzyżem Zasługi.